# Llista de pel·lícules de Pixar
Pixar Animation Studios és una companyia estatunidenca productora de pel·lícules d'imatge generada per ordinador amb seu a Emeryville, Califòrnia (Estats Units). L'estudi ha produït 28 llargmetratges, tots ells estrenats per Walt Disney Studios Motion Pictures a través de la marca Walt Disney Pictures. El primer va ser Toy Story (que també es tracta de la primera pel·lícula d'imatge generada per ordinador), estrenat l'any 1995 als Estats Units; i l'últim Del revés 2, el 2024.
Dinou dels vint-i-vuit films produïts per l'estudi han estat doblats al català. La primera versió en català d'una pel·lícula Pixar va ser Buscant en Nemo, estrenada l'any 2003 als Estats Units i a Catalunya.

## Pel·lícules
| #                      | Títol                                | Data d'estrena ·       | Dirigida per                  | Guió de                                                                     | Història de                                                                                            | Produïda per                          | Música de                                | Doblatge en català ·   |
| Pel·lícules estrenades | Pel·lícules estrenades               | Pel·lícules estrenades | Pel·lícules estrenades        | Pel·lícules estrenades                                                      | Pel·lícules estrenades                                                                                 | Pel·lícules estrenades                | Pel·lícules estrenades                   | Pel·lícules estrenades |
| ---------------------- | ------------------------------------ | ---------------------- | ----------------------------- | --------------------------------------------------------------------------- | --- | ------------------------------------- | ---------------------------------------- | ---------------------- |
| 1                      | Toy Story                            | 22 de novembre de 1995 | John Lasseter                 | Joel Cohen, Alec Sokolow, Andrew Stanton i Joss Whedon                      | Pete Docter, Lasseter, Joe Ranft i Stanton                                                             | Bonnie Arnold i Ralph Guggenheim      | Randy Newman                             | No                     |
| 2                      | A Bug's Life                         | 25 de novembre de 1998 | John Lasseter                 | Donald McEnery, Bob Shaw i Andrew Stanton                                   | Lasseter, Joe Ranft i Stanton                                                                          | Darla K. Anderson i Kevin Reher       | Randy Newman                             | No                     |
| 3                      | Toy Story 2                          | 24 de novembre de 1999 | John Lasseter                 | Doug Chamberlin, Rita Hsiao, Andrew Stanton i Chris Webb                    | Ash Brannon, Pete Docter, Lasseter i Stanton                                                           | Karen Robert Jackson i Helene Plotkin | Randy Newman                             | No                     |
| 4                      | Monsters, Inc.                       | 2 de novembre de 2001  | Pete Docter                   | Dan Gerson i Andrew Stanton                                                 | Jill Culton, Docter, Ralph Eggleston i Jeff Pidgeon                                                    | Darla K. Anderson                     | Randy Newman                             | No                     |
| 5                      | Buscant en Nemo (Finding Nemo)       | 30 de maig de 2003     | Andrew Stanton                | Bob Peterson, David Reynolds i Stanton                                      | Stanton                                                                                                | Graham Walters                        | Thomas Newman                            | 28 de novembre de 2003 |
| 6                      | Els increïbles (The Incredibles)     | 5 de novembre de 2004  | Brad Bird                     | Brad Bird                                                                   | Brad Bird                                                                                              | John Walker                           | Michael Giacchino                        | 26 de novembre de 2004 |
| 7                      | Cars                                 | 9 de juny de 2006      | John Lasseter                 | Dan Fogelman, Jorgen Klubien, Lasseter, Phil Lorin, Kiel Murray i Joe Ranft | Lasseter, Klubien i Ranft                                                                              | Darla K. Anderson                     | Randy Newman                             | 6 de juliol de 2006    |
| 8                      | Ratatouille                          | 29 de juny de 2007     | Brad Bird                     | Brad Bird                                                                   | Bird, Jim Capobianco i Jan Pinkava                                                                     | Brad Lewis                            | Michael Giacchino                        | 3 d'agost de 2007      |
| 9                      | WALL·E                               | 27 de juny de 2008     | Andrew Stanton                | Jim Reardon i Stanton                                                       | Pete Docter i Stanton                                                                                  | Jim Morris                            | Thomas Newman                            | 6 d'agost de 2008      |
| 10                     | Up                                   | 29 de maig de 2009     | Pete Docter                   | Docter i Bob Peterson                                                       | Docter, Tom McCarthy i Peterson                                                                        | Jonas Rivera                          | Michael Giacchino                        | 30 de juliol de 2009   |
| 11                     | Toy Story 3                          | 18 de juny de 2010     | Lee Unkrich                   | Michael Arndt                                                               | John Lasseter, Andrew Stanton i Unkrich                                                                | Darla K. Anderson                     | Randy Newman                             | 21 de juliol de 2010   |
| 12                     | Cars 2                               | 24 de juny de 2011     | John Lasseter                 | Ben Queen                                                                   | Dan Fogelman, Lasseter i Brad Lewis                                                                    | Denise Ream                           | Michael Giacchino                        | No                     |
| 13                     | Brave (Indomable) (Brave)            | 22 de juny de 2012     | Mark Andrews i Brenda Chapman | Andrews, Chapman, Irene Mecchi i Steve Purcell                              | Chapman                                                                                                | Katherine Sarafian                    | Patrick Doyle                            | 10 d'agost de 2012     |
| 14                     | Monsters University                  | 21 de juny de 2013     | Dan Scanlon                   | Robert L. Baird, Dan Gerson i Scanlon                                       | Robert L. Baird, Dan Gerson i Scanlon                                                                  | Kori Rae                              | Randy Newman                             | No                     |
| 15                     | Del revés (Inside Out)               | 19 de juny de 2015     | Pete Docter                   | Josh Cooley, Docter i Meg LeFauve                                           | Docter i Ronnie del Carmen                                                                             | Jonas Rivera                          | Michael Giacchino                        | 17 de juliol de 2015   |
| 16                     | El viatge d'Arlo (The Good Dinosaur) | 25 de novembre de 2015 | Peter Sohn                    | Meg LeFauve                                                                 | Sohn, Erik Benson, LeFauve, Kelsey Mann i Bob Peterson                                                 | Denise Ream                           | Jeff i Mychael Danna                     | No                     |
| 17                     | Buscant la Dory (Finding Dory)       | 17 de juny de 2016     | Andrew Stanton                | Stanton i Victoria Strouse                                                  | Stanton                                                                                                | Lindsey Collins                       | Thomas Newman                            | 22 de juny de 2016     |
| 18                     | Cars 3                               | 16 de juny de 2017     | Brian Fee                     | Kiel Murray, Bob Peterson i Mike Rich                                       | Fee, Eyal Podell, Ben Queen i Jonathon E. Stewart                                                      | Kevin Reher                           | Randy Newman                             | 14 de juliol de 2017   |
| 19                     | Coco                                 | 22 de novembre de 2017 | Lee Unkrich                   | Matthew Aldrich i Adrian Molina                                             | Aldrich, Jason Katz, Molina i Unkrich                                                                  | Darla K. Anderson                     | Michael Giacchino                        | [ m ]                  |
| 20                     | Els increïbles 2 (Incredibles 2)     | 15 de juny de 2018     | Brad Bird                     | Brad Bird                                                                   | Brad Bird                                                                                              | Nicole Paradis Grindle i John Walker  | Michael Giacchino                        | 3 d'agost de 2018      |
| 21                     | Toy Story 4                          | 21 de juny de 2019     | Josh Cooley                   | Stephany Folsom i Andrew Stanton                                            | Cooley, Folsom, Martin Hynes, Rashida Jones, Valerie LaPointe, John Lasseter, Will McCormack i Stanton | Mark Nielsen & Jonas Rivera           | Randy Newman                             | 21 de juny de 2019     |
| 22                     | Onward                               | 6 de març de 2020      | Dan Scanlon                   | Keith Bunin, Jason Headley i Scanlon                                        | Keith Bunin, Jason Headley i Scanlon                                                                   | Kori Rae                              | Jeff & Mychael Danna                     | 6 de març de 2020      |
| 23                     | Soul                                 | 25 de desembre de 2020 | Pete Docter                   | Docter, Mike Jones i Kemp Powers                                            | Docter, Mike Jones i Kemp Powers                                                                       | Dana Murray                           | Jon Batiste, Trent Reznor i Atticus Ross | 25 de desembre de 2020 |
| 24                     | Luca                                 | 18 de juny de 2021     | Enrico Casarosa               | Jesse Andrews i Mike Jones                                                  | Andrews, Casarosa i Simon Stephenson                                                                   | Andrea Warren                         | Dan Romer                                | No                     |
| 25                     | Red                                  | 11 de març de 2022     | Domee Shi                     | Shi i Julia Cho                                                             | Shi, Cho i Sarah Streicher                                                                             | Lindsey Collins                       | Ludwig Göransson                         | 11 de març de 2022     |
| 26                     | Lightyear                            | 17 de juny de 2022     | Angus MacLane                 | 17 de juny de 2022                                                          | |                                       |                                          | 16 juny 2022           |
| 27                     | Elemental                            | 16 de juny de 2023     | Peter Sohn                    | John Hoberg i Kat Likkel                                                    | |                                       |                                          | 27 maig 2023           |
| 28                     | Del revés 2                          | 14 de juny de 2024     | Kelsey Mann                   | Meg LeFauve                                                                 | Mark Nielsen                                                                                           |                                       | Andrea Datzman                           | 14 juny 2024           |

1. ↑  Codirigida per Andrew Stanton.
2. ↑  Codirigida per Lee Unkrich i Ash Brannon.
3. ↑  Codirigida per Lee Unkrich i David Silverman.
4. ↑  Codirigida per Lee Unkrich.
5. ↑  Codirigida per Joe Ranft.
6. ↑  Codirigida per Jan Pinkava.
7. ↑  Codirigida per Bob Peterson.
8. ↑  Codirigida per Brad Lewis.
9. ↑  Codirigida per Steve Purcell.
10. ↑  Codirigida per Ronnie del Carmen.
11. ↑  Codirigida per Angus MacLane.
12. ↑  Codirigida per Adrian Molina.
13. ↑  Coco s'havia d’estrenar en català, però quan ja se n’havia traduït el text i escollit els actors que hi posarien veu, Disney va cancel·lar el doblatge.
14. ↑  Codirigida per Kemp Powers.

### Projectes en desenvolupament
Brian Fee, Kristen Lester, Aphton Corbin i Rosana Sullivan han estat treballant en el desenvolupament de diversos llargmetratges, encara sense títol. El 2018, el FC Barcelona va iniciar converses amb Pixar per a crear una pel·lícula.

### Cicle de producció
El juliol de 2013, el president dels estudis Pixar, Edwin Catmull, va dir que l'estudi planejava estrenar una pel·lícula original cada any i una seqüela cada dos anys, com a part d'una estratègia per a estrenar "una pel·lícula i mitja a l'any." El 3 de juliol de 2016, el president de Pixar, Jim Morris, va anunciar que després de Toy Story 4 no hi havia plans per a més seqüeles i que Pixar només estava desenvolupant idees originals amb cinc pel·lícules en desenvolupament en el moment de l'anunci.

### Projectes cancel·lats
L'any 1985, quan encara formava part de Lucasfilm, l'estudi va començar la preproducció d'una pel·lícula anomenada Monkey. Després de separar-se com una nova empresa el 1986, seguia treballant-hi. Finalment es va abandonar el projecte per limitacions tècniques.
El 2005, Pixar va començar a col·laborar amb Disney i Warner Bros. en una adaptació cinematogràfica d'imatge real de la novel·la 1906, de James Dalessandro, amb Brad Bird anunciat com a director. Hauria estat la primera participació de Pixar en una producció d'imatge real. Disney i Pixar van abandonar el projecte a causa de problemes de guió i un pressupost estimat de 200 milions de dòlars, i segueix als llimbs a Warner Bros. No obstant això, el juny de 2018 Bird va esmentar la possibilitat d'adaptar la novel·la com una sèrie de televisió i la seqüència del terratrèmol com un llargmetratge d'imatge real.
L'abril de 2008 es va anunciar una pel·lícula de Pixar titulada Newt, que havia de ser dirigida per Gary Rydstrom. L'estudi planejava estrenar-la el 2011 als Estats Units, data que posteriorment es va retardar a 2012 i va ser cancel·lada a principis de 2010. John Lasseter va assenyalar que la línia argumental proposada per a la pel·lícula era similar a la d'un altre llargmetratge: Rio, de Blue Sky Studios, estrenat l'any 2011 als Estats Units. En una entrevista el març de 2014, el president de Pixar, Edwin Catmull, va declarar que Newt era una idea que no funcionava en la preproducció. Quan el projecte va passar a mans de Pete Docter, el director de Monsters, Inc. i Up, aquest va proposar una idea que Pixar considerava millor. Aquesta idea es va acabar convertint en Del revés.
El 2010, Henry Selick va formar una aliança d'empreses amb Pixar anomenada Cinderbiter Productions, que es dedicaria exclusivament a la producció de pel·lícules en stop-motion. El seu primer projecte en el marc de l'acord, una pel·lícula titulada ShadeMaker, s'havia d'estrenar el 4 d'octubre de 2013 als Estats Units, però es va cancel·lar l'agost de 2012 a causa de diferències creatives. També estava prevista una adaptació de la novel·la The Graveyard Book, de Neil Gaiman. Selick va tenir l'opció de vendre ShadeMaker (ara titulada The Shadow King) a altres estudis. El gener de 2013, Ron Howard va ser contractat per a dirigir The Graveyard Book.
A més, quan la ja desapareguda Circle 7 Animation estava operativa, hi havia plans per a les seqüeles de Buscant en Nemo (per a la qual Pixar va fer la seva pròpia seqüela, Buscant la Dory) i Monsters, Inc. (per a la qual Pixar va fer una preqüela, Monsters University), així com una versió diferent de Toy Story 3. Les seqüeles posteriors de Pixar no tenien com a base els projectes de Circle 7, i es van crear completament per separat.

### Coproducció
Buzz Lightyear of Star Command: The Adventure Begins és una pel·lícula d'animació tradicional directa a vídeo produïda per Walt Disney Television Animation amb una seqüència d'obertura creada per Pixar. La pel·lícula es va estrenar el 8 d'agost de 2000 als Estats Units i va donar lloc a una sèrie de televisió, en la qual Pixar va crear la part d'imatge generada per ordinador del tema d'obertura.

### Col·laboració
Pixar va col·laborar en la traducció a l'anglès de diverses pel·lícules de Studio Ghibli, principalment les de Hayao Miyazaki.
Pixar va prestar assistència a Disney per a perfeccionar el guió de The Muppets. El film es va estrenar el 23 de novembre de 2011 als Estats Units.
Pixar va col·laborar en el desenvolupament de la història de The Jungle Book, a més d'aportar suggeriments per a la seqüència de crèdits finals de la pel·lícula. El llargmetratge es va estrenar el 15 d'abril de 2016 als Estats Units. Així mateix, es va fer un agraïment especial a Mark Andrews.
Mary Poppins Returns inclou una seqüència que combina imatge real i animació tradicional dibuixada a mà. L'animació va ser supervisada per Ken Duncan i James Baxter. Més de 70 animadors especialitzats en animació 2D dibuixada a mà de Pixar i Walt Disney Animation Studios van participar en l'elaboració de la seqüència. El film es va estrenar el 19 de desembre de 2018 als Estats Units.

### Produccions relacionades
Avions és un spin-off de la franquícia Cars, produït pels ja desapareguts Disneytoon Studios i coescrit i produït executivament per John Lasseter. La pel·lícula va ser concebuda prenent com a base el curtmetratge Air Mater, que introdueix aspectes d'Avions i acaba amb una al·lusió al film. Es va estrenar el 9 d'agost de 2013 als Estats Units i el 14 d'agost del mateix any a Catalunya. La seva seqüela, Avions 2: Equip de rescat, es va estrenar el 18 de juliol de 2014 als Estats Units i a Catalunya. El juliol de 2017 es va anunciar una nova pel·lícula spin-off de la sèrie Avions, amb data d'estrena per al 12 d'abril de 2019 als Estats Units, però va ser eliminada del calendari d'estrenes l'1 de març de 2018. El film va ser finalment cancel·lat quan Disneytoon Studios va tancar el 28 de juny de 2018.
En Ralph destrueix internet, produïda per Walt Disney Animation Studios i coproduïda per Lasseter, presenta Kelly Macdonald reprenent el seu paper de Mèrida de Brave (Indomable), així com un cameo de Tim Allen reprenent el seu paper de Buzz Lightyear de la franquícia Toy Story i una mostra de la partitura de Brave, de Patrick Doyle. El film, estrenat el 21 de novembre de 2018 als Estats Units i el 5 de desembre del mateix any a Catalunya, també compta amb altres referències visuals a Pixar i les seves pel·lícules. A més, Andrew Stanton va rebre un reconeixement com a "guru de la narrativa".